# Temporada 1991 del Campeonato de España de Rally de Tierra
La temporada 1991 fue la 9.º edición del Campeonato de España de Rally de Tierra. Comenzó el 2 de marzo en el Rally de Tierra Costa Cálida-Lorca y terminó el 16 de noviembre en el Rally de Tierra de Madrid.

## Calendario
El calendario estaba compuesto de ocho pruebas.
| N.º | Fecha            | Prueba                                | Notas |
| --- | ---------------- | ------------------------------------- | ----- |
| 1   | 2 de marzo       | Rally de Tierra de Costa Cálida-Lorca |       |
| 2   | 13 de abril      | Rally de Tierra de Alicante           |       |
| 3   | 11 de mayo       | 6.º Rally de Tierra de Lugo           |       |
| 4   | 9 de junio       | Rally de Tierra de Gijón              |       |
| 5   | 13 de julio      | 2.º Rally de Tierra RACE Vigo         |       |
| 6   | 14 de septiembre | Rally RACE-Sierra Morena-Córdoba      |       |
| 7   | 26 de octubre    | Rally de Tierra de Balaguer           |       |
| 8   | 16 de noviembre  | 4.º Rally de Tierra de Madrid         |       |

## Equipos
| Equipo                      | Vehículo                    | Piloto               | Copiloto            | Rondas            |
| Equipos oficiales           | Equipos oficiales           | Equipos oficiales    | Equipos oficiales   | Equipos oficiales |
| --------------------------- | --------------------------- | -------------------- | ------------------- | ----------------- |
| Ford España                 | Ford Sierra RS Cosworth 4x4 | Josep María Bardolet | Antonio Rodríguez   | 1-6, 8            |
| Volkswagen Motorsport       | Volkswagen Golf G60 Rallye  | Antonio Rius         | Manuel Casanova     | 1-8               |
| Citroën Hispania            | Citroën AX 4x4              | Guillermo Barreras   | José Ramón Mínguez  | 1-8               |
| Citroën Hispania            | Citroën AX 4x4              | Enric Burrull        | Joan Josep Martin   | 1-8               |
| Equipos privados            |                             |                      |                     |                   |
| Marlboro                    | Lancia Delta Integrale 16V  | Gustavo Trelles      | Manuetl Ortiz-Tallo | 1-2               |
| Marlboro                    | Lancia Delta Integrale 16V  | Gustavo Trelles      | Ricardo Ivetich     | 3-4, 6            |
| Marlboro                    | Lancia Delta Integrale 16V  | Gustavo Trelles      | Álex Romaní         | 5                 |
|                             | Audi Quattro A2             | Claudio Aldecoa      | Carlos Vázquez      | 1-6               |
| Ford Sierra RS Cosworth 4x4 | 7-8                         | Claudio Aldecoa      | Carlos Vázquez      |                   |

## Clasificación

### Campeonato de pilotos
| Pos. | Piloto               | 1   | 2   | 3   | 4   | 5   | 6   | 7   | 8  | Puntos |
| ---- | -------------------- | --- | --- | --- | --- | --- | --- | --- | -- | ------ |
| 1.   | Josep María Bardolet | 1   | 1   | 2   | 1   | 1   | 2   |     | 2  | 153    |
| 2.   | Antonio Rius         | 2   | 2   | 3   | 4   | 5   | 1   | Ret | 1  | 134    |
| 3.   | Gustavo Trelles      | 3   | 3   | 1   | 2   | 2   | Ret |     |    | 122    |
| 4.   | Guillermo Barreras   | Ret | 4   | Ret | Ret | 3   | 4   | 1   | 4  |        |
| 5.   | Claudio Aldecoa      | 4   | 8   | 4   | 3   | Ret | Ret | 3   | 5  | 84     |
| 6.   | Jordi Puigdellivol   | 8   | 10  | 8   | Ret | 6   | 7   | 6   | 9  | 83     |
| 7.   | Enric Burrull        | 5   | 5   | 5   | 5   | 4   | 5   | 2   | 6  | 81     |
| 8.   | Pere Solans          | 12  | Ret | 10  | 7   | 28  | 11  | 8   | 10 | 60     |
| 9.   | José Mora            | 7   | Ret | 12  | 6   |     | 8   |     |    | 54     |
| 10.  | Patxi Arbeláiz       |     | 6   |     | Ret | Ret | Ret | 4   | 3  | 42     |

### Copilotos
| Pos. | Copiloto                 | Puntos |
| ---- | ------------------------ | ------ |
| 1.   | Antonio Rodríguez Azorín | 153    |
| 2.   | Manuel Casanova          | 134    |
| 3.   | José Ramón Mínguez       | 104    |
| 4.   | Julio Vázquez            | 84     |
| 5.   | José M.ª Falco           | 83     |
| 6.   | Joan Josep Martin        | 81     |
| 7.   | Joan Ibáñez              | 60     |
| 8.   | Ricardo Ivetich          | 57     |
| 9.   | Álex Romaní              | 45     |
| 10.  | Manuetl Ortiz-Tallo      |        |

### Campeonato de marcas
| Pos. | Marca          | Puntos |
| ---- | -------------- | ------ |
| 1.   | Citroën        | 394    |
| 2.   | SEAT           | 158    |
| 3.   | Ford           | 153    |
| 4.   | Renault        | 87     |
| 5.   | General Motors | 68     |

### 4RM
| Pos. | Piloto               | Puntos |
| ---- | -------------------- | ------ |
| 1.   | Josep María Bardolet | 58     |
| 2.   | Antonio Rius         | 52     |
| 3.   | Gustavo Trelles      | 48     |
| 4.   | Guillermo Barreras   | 40     |
| 5.   | Claudio Aldecoa      | 32     |

### 2RM
| Pos. | Piloto             | Puntos |
| ---- | ------------------ | ------ |
| 1.   | Jordi Puigdellivol | 60     |
| 2.   | Pedro Solans       | 48     |
| 3.   | José E. Mora       | 40     |
| 4.   | José Alsina        | 30     |
| 5.   | Luis Climent       | 22     |

### V Challenge Citroën Rallyes de tierra
| Pos. | Piloto            | Puntos |
| ---- | ----------------- | ------ |
| 1.   | José Alonso Vidal | 97     |
| 2.   | "Chema"           | 72     |
| 3.   | J. F. Labaca      | 56     |
| 4.   | Juan F. Garrido   | 39     |
| 5.   | Ana Gamero        | 35     |
| 6.   | Luis Casares      | 33,6   |
| 7.   | Enrique Núñez     | 28,8   |
| 8.   | Izaguirre         | 26     |
| 9.   | Estévez           | 24     |
| 10.  | Manuel Moreno     | 20     |